# Баланкан
Баланка́н (исп. Balancán), также известен как Баланка́н-де-Домингес (исп. Balancán de Domínguez) — небольшой город в Мексике, в штате Табаско, входит в состав одноимённого муниципалитета и является его административным центром. Численность населения, по данным переписи 2020 года, составила 13 944 человека.

## Общие сведения
Название Balancán с майянского языка можно перевести как: место ягуаров и змей.
Поселение было основано в 1516 году несколькими группами переселенцев из Чакан-Путума, Паленке и Тайясаля.
18 декабря 1883 года штат Табаско был разделён на 17 муниципалитетов, а Баланка́н стал административным центром одного из них, и получил статус вильи.
28 июля 1915 года к названию города была добавлена фамилия Домингес, в честь революционера Хосе Эусебио Домингеса, но позднее была удалена.
В 1965 году в городке строится канализация и начинается мощение дорог.
В 1968 году начала работу первая государственная школа.
В 1979 году были открыты муниципальная библиотека и археологический музей.
В 1999 году в Баланкан была построена набережная на берегу реки Усумасинта.

## Достопримечательности
В городе расположен археологический музей им. Хосе Гомеса Панака, в котором представлены стелы, алтари и другие археологические находки периода майя.

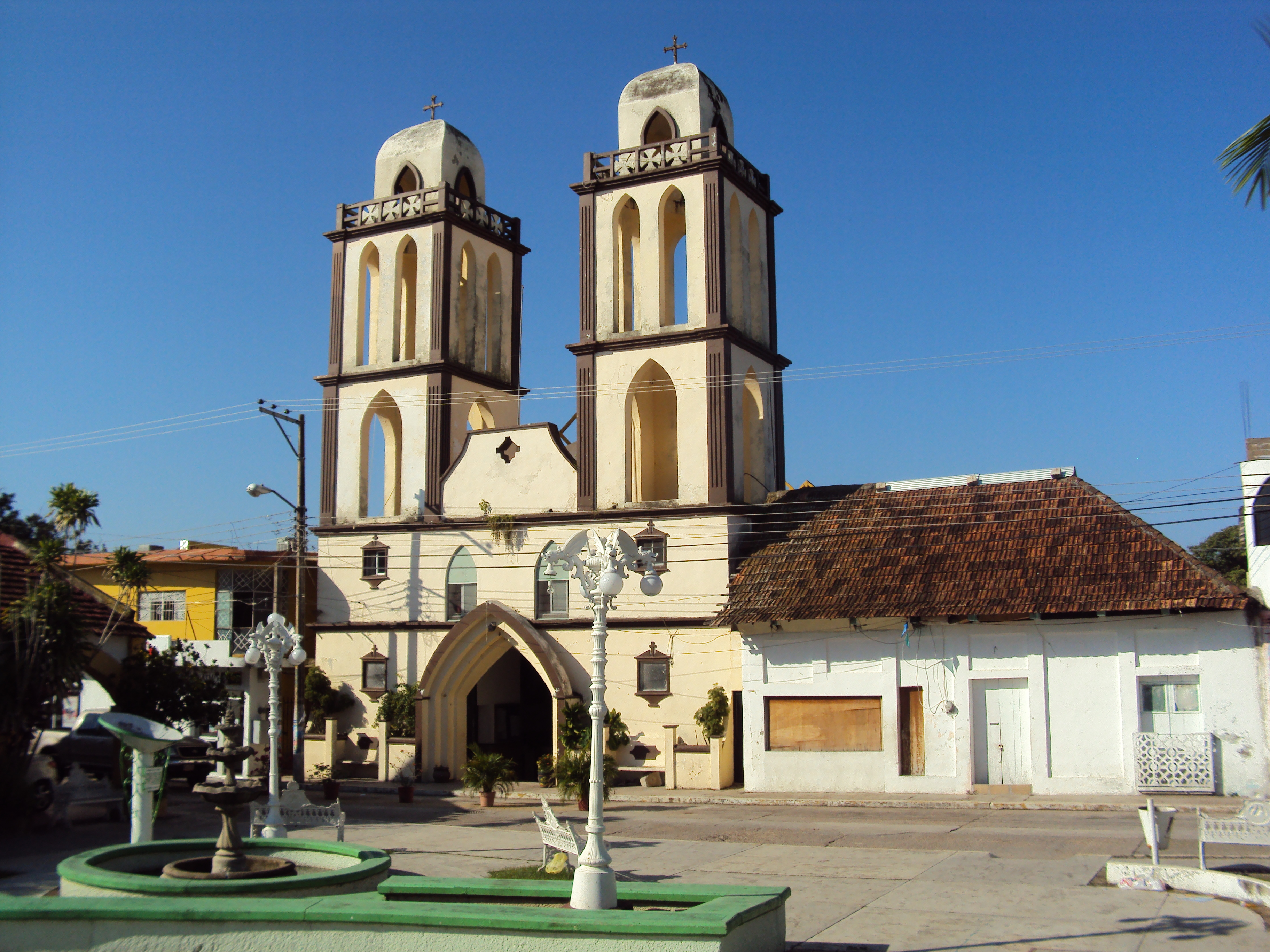
Церковь Святого Марка
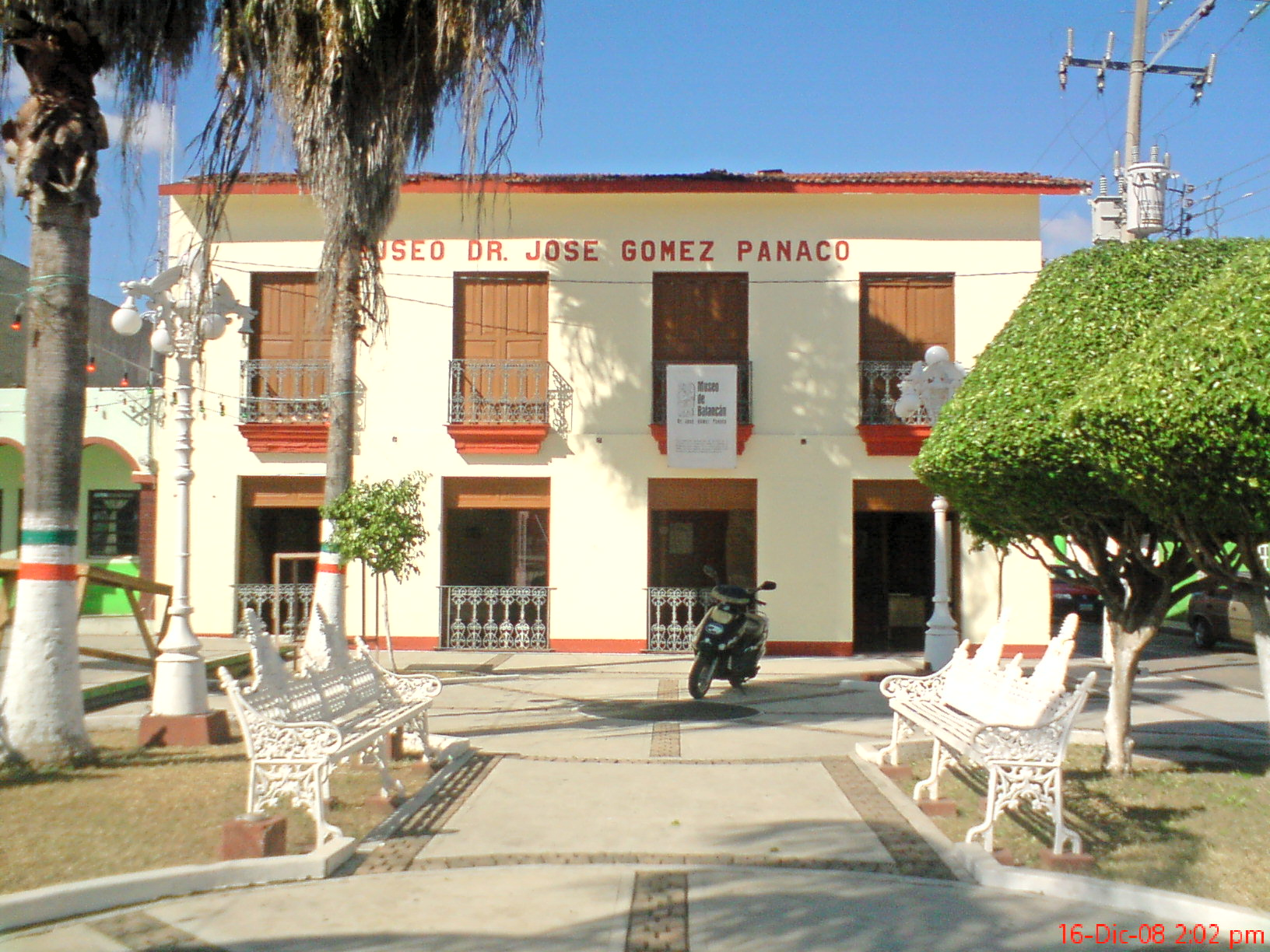
Археологический музей Баланкан
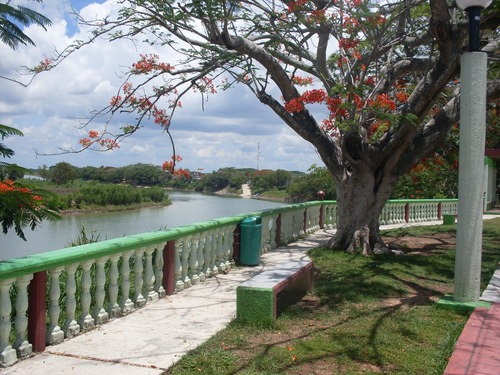
Городская набережная

## Население
| Год  | Численность | Численность |
| ---- | ----------- | ----------- |
| 2000 | 11 024      | [ 6 ]       |
| 2005 | 12 485      | [ 7 ]       |
| 2010 | 13 030      | [ 8 ]       |
| 2020 | 13 944      | [ 9 ]       |